# 勒林茨·维克托
勒林茨·维克托（匈牙利語：Lőrincz Viktor，1990年4月28日—），匈牙利男子摔跤运动员。他曾代表匈牙利参加2016年和2020年夏季奥林匹克运动会摔跤比赛，其中2020年奥运会获得一枚银牌。